# Сталинградская картинная галерея
Сталинградская картинная галерея — художественная галерея, основанная в городе Сталинграде в 1935 году. Представленная в ней коллекция картин была достаточно богата для провинциального музея и, среди прочего, включала произведения известных зарубежных, российских и советских художников. Галерея была открыта для посещения 15 января 1938 года в здании бывшей немецкой кирхи и почти полностью была уничтожена во время Сталинградской битвы 23 августа 1942 года. За всё время работы её посетило около 216 тысяч человек.

## Создание
Предположительно, создание фонда галереи началось в 1920 году, однако официальной датой её рождения является декабрь 1937 года. Подготовкой галереи к открытию активно занимался сталинградский художник Н. Любимов. Открытие галереи для посетителей произошло 15 января 1938 года. Бюджетные расходы города Сталинграда на экспозицию составляли 20 тысяч рублей. Картинная галерея (вместе с филармонией) располагалась в здании бывшей лютеранской кирхи, в которой с 1931 по 1937 год располагался клуб НКВД. Здание было разрушено во время Сталинградской битвы и не восстанавливалось. На этом месте было возведено новое здание, которое занимает Волгоградская областная прокуратура (по состоянию на 2015 год). В 1939 году директором галереи был назначен Александр Борисович Ивлиев, незадолго до этого окончивший Сталинградское художественное училище.

## Коллекция
В коллекции Сталинградской картинной галереи были представлены 94 произведения русского искусства XIX—XX веков, 11 живописных работ и 19 гравюр западноевропейского искусства.
| Айвазовский И. К.         | «Разрушенный мол», «Ночь», «Море»                   |                                            |
| Архипов А. Е.             | «Старик»                                            | репродукция представлена в каталоге        |
| Васнецов В. М.            | «Мальчик», «Чиновник», «Нищий», «Мальчик с бутылью» |                                            |
| Веселовский Л. Н.         | «Лето», «Стог»                                      | из собрания Астраханской картинной галереи |
| Богаевский К. Ф.          | «Фантастический пейзаж»                             | из собрания Астраханской картинной галереи |
| Бенуа А. Н.               | «Венеция»                                           |                                            |
| Иванов А. А.              | этюд к картине «Явление Христа народу»              | репродукция представлена в каталоге        |
| Иванов С. В.              | «Больная»                                           | репродукция представлена в каталоге        |
| Коровин К. А.             | «Огни Парижа», «Осенний пейзаж», «Весна»            |                                            |
| Коровин С. А.             | шесть работ                                         |                                            |
| Крамской И. Н.            | «Академический рисунок», «Этюд головы»              |                                            |
| Кругликова Е. С.          |                                                     | из собрания Астраханской картинной галереи |
| Крымов Н. П.              | «Вечер (возвращение стада)»                         | из собрания Астраханской картинной галереи |
| Кузнецов А. Л.            | «Букет»                                             | из собрания Астраханской картинной галереи |
| Левитан И. И.             | «Река Истра»                                        |                                            |
| Маковский В. Е.           | «Стадо»                                             | репродукция представлена в каталоге        |
| Моравов А. В.             | «Старик»                                            | репродукция представлена в каталоге        |
| Остроумова-Лебедева А. П. |                                                     | из собрания Астраханской картинной галереи |
| Петровичев П. И.          | «Осень», «Этюд»                                     | из собрания Астраханской картинной галереи |
| Прохоров С. М.            | «Дорога в Малоярославец»                            | из собрания Астраханской картинной галереи |
| Репин И. Е.               | «Портрет Званцевой»                                 | репродукция представлена в каталоге        |
| Сарьян М. С.              | «Тыквы»                                             | из собрания Астраханской картинной галереи |
| Серов В. А.               | «Натурщица», «Зуав»                                 |                                            |
| Суриков В. И.             | «Казак-гребец»                                      | репродукция представлена в каталоге        |
| Ульянов Н. П.             | «Качели»                                            | из собрания Астраханской картинной галереи |
| Юон К. Ф.                 | «Март»                                              | репродукция представлена в каталоге        |
| Лересс Г.                 | «Жертвоприношение Венере»                           | из коллекции Румянцевского музея           |
| Дессарт                   | «Похищение Европы»                                  | репродукция представлена в каталоге        |

## Деятельность
После открытия Сталинградской картинной галереи её коллекция пополнялась работами из Астраханской государственной картинной галереи. В 1938 году было передано 100 гравюр художников советского периода.
В 1941 году искусствоведом Вячеславом Александровичем Фильбертом под общей редакцией А. Б. Ивлиева и члена Сталинградского отделения Союза Советских художников Ивана Ефимовича Шангина был издан каталог Сталинградской картинной галереи, который является важнейшим документом для изучения её коллекции. В него были включены картины и другие экспонировавшиеся объекты, но при этом в нём отсутствуют произведения, хранившиеся в запасниках музея. Всего в каталоге представлены 218 предметов, включая 9 скульптурных работ и 3 витрины декоративно-прикладного искусства. Общее количество произведений, входивших в коллекцию галереи, неизвестно. Их минимальное число 331, а максимальное — 618 работ. При составлении каталога не учитывались важные, с современной точки зрения, факты. Например, в нём не приводится датировка произведений, а также нет их размеров.
20 мая 1941 года в галерее открылась выставка работ художников Сталинграда и Астрахани, на которой выставлялись работы И. К. Архангельской, Ф. П. Басова, И. А. Бирюкова, П. С. Васильева, М. С. Васильева, Н. Н. Любимова, С. А. Щербакова, Ф. П. Лопарева, В. А. Лущинова, А. Плякина, Л. А. Полетико. Одним из результатов выставки было совместное заседание правлений Сталинградского и Астраханского отделений Союза советских художников, в ходе которого был сформирован план совместной творческой работы для подготовки выставки «Наша Родина».
В июне 1941 года из фонда Астраханской государственной картинной галереи было передано 20 произведений русской живописи и графики.
12 июля 1941 года на заседании президиума Астраханского отделения Союза советских художников Астраханской государственной картинной галерее было рекомендовано принять участие в совместной организации выставки, посвящённой истории обороны России и СССР, и передать для неё репродукции и оригиналы ряда художественных произведений. Для транспортировки выставки использовался пароход «Иосиф Сталин».
Сталинградская картинная галерея прекратила свою работу в начале Великой Отечественной войны, а её директор А. Б. Ивлиев был мобилизован и с осени 1941 года находился в действующей армии. 24 октября 1941 года Исполком Сталинградского областного совета депутатов трудящихся принял решение об эвакуации в трёхдневный срок картинной галереи в село Иловатка Сталинградской области. По поручению областного отдела по делам искусств Н. Н. Любимов должен был расформировать экспозицию и эвакуировать галерею. Для эвакуации картины, снятые с подрамников, накатывались на валы, а мелкую пластику, фарфор и подобные экспонаты упаковывали в ящики. Из здания кирхи коллекция галереи была перевезена в подвал Сталинградского областного драматического театра имени М. Горького.

## Гибель
Решение об эвакуации не было выполнено, и экспонаты галереи оставались в городе до 23 августа 1942 года, когда произошла самая разрушительная бомбардировка Сталинграда. Очевидец А. М. Николаев свидетельствовал, что утром 23 августа на набережной он видел грузовик, принадлежавший драмтеатру, который в сопровождении художника Сталинградского театра юного зрителя Позднякова следовал с экспонатами галереи для погрузки на пароход.
Точной информации об обстоятельствах гибели Сталинградской картинной галереи нет. Волгоградский краевед Г. Н. Андрианова указывала, что «экспонаты картинной галереи либо сгорели вместе с вагоном, который был готов к отправке, либо погибли при переправе через Волгу». Исследователь Л. А. Пинегина (Москва) полагает, что пароход с экспонатами Сталинградской картинной галереи был потоплен 24 августа 1942 года. Искусствовед И. Трошин просто констатирует тот факт, что картинная галерея погибла в период Великой Отечественной войны во время бомбардировки города. Во многих работах, связанных с историей Сталинградской битвы, упоминается факт гибели Сталинградской картинной галереи, однако без указания какой-либо уточняющей информации.
Факт гибели коллекции Сталинградской картинной галереи документально подтверждён «Справкой о работе учреждений искусства в Сталинграде за январь-февраль 1946 года», в которой среди культурно-просветительных учреждений, работавших до войны и закрытых с её началом, фигурирует Сталинградская картинная галерея, чьё имущество погибло во время бомбардировки. В данном документе не приводятся обстоятельства гибели экспонатов галереи.
Исследователь собрания Румянцевского музея Т. Игнатович считает, что не все работы из Сталинградской картинной галереи могли погибнуть, так как в списке утраченных экспонатов, как следует из материалов «Чрезвычайной государственной комиссии по установлению и расследованию злодеяний немецко-фашистских захватчиков и их сообщников и причиненного ими ущерба гражданам, колхозам, общественным организациям, государственным предприятиям и учреждениям СССР», имеются пропуски. Также в неопубликованных материалах комиссии содержатся сведения о немецких мародёрах.
По материалам той же «Чрезвычайной государственной Комиссии...», утраченная коллекция Сталинградской картинной галереи содержала 1021 картину, скульптуру, рисунок. Среди них наибольшую ценность представляли 27 работ В. А. Серова, В. Е. Маковского, И. И. Шишкина, И. К. Айвазовского и других мастеров.

## Воссоздание галереи
В ноябре 1945 года Исполнительный комитет Сталинградского областного Совета депутатов трудящихся принял постановление о необходимости открытия в Сталинграде картинной галереи, однако это решение не было выполнено. В 1949 году Сталинградский горком ВКП(б) повторно поднимал этот вопрос. Секретарь горкома партии Меньшиков в докладе «О состоянии культурно-просветительной работы в городе» сообщил, что Совет Министров постановил передать 300 картин для художественной галереи в Сталинграде, но и в этот раз картинная галерея не была воссоздана. Только 20 апреля 1960 года Министерство культуры РСФСР опубликовало приказ № 289 о создании Сталинградского музея изобразительных искусств, и 22 июня 1963 года вновь созданный музей открылся для посетителей.

## Судьба некоторых картин из коллекции Сталинградской картинной галереи
Во время Великой Отечественной войны на Западной Украине в немецком обозе, атакованном партизанами, была обнаружена картина со штампом Сталинградской картинной галереи. Больше об этой картине ничего неизвестно.
В 2005 году во время работ в подвале морфологического корпуса Волгоградского медицинского университета была обнаружена обгоревшая картина, которая была атрибутирована как «Маёвка в Царицыне» художника Петрова, входившая в коллекцию Сталинградской картинной галереи и считавшаяся погибшей.